# Lechytia libita
Espèce
Lechytia libita est une espèce de pseudoscorpions de la famille des Lechytiidae.

## Distribution
Cette espèce est endémique du Queensland en Australie,.

## Description
Le mâle holotype mesure 1,17 mm et la femelle paratype 1,22 mm.

## Publication originale
- Harvey, 2006 : A new species of Lechytia from eastern Australia (Pseudoscorpiones: Lechytiidae). Records of the Western Australian Museum, vol. 23, no 1, p. 13-18 (texte intégral).